# Lytocarpia distans
Lytocarpia distans is een hydroïdpoliep uit de familie Aglaopheniidae. De poliep komt uit het geslacht Lytocarpia. Lytocarpia distans werd in 1877 voor het eerst wetenschappelijk beschreven door Allman. 